# Šadrinsk
Šadrinsk (in russo: Ша́дринск) è una città della Russia siberiana occidentale, appartenente alla oblast' di Kurgan. È il capoluogo del rajon Šadrinskij, pur essendone amministrativamente separata.
Sorge nella Siberia sudoccidentale, sulle sponde del fiume Iset' (affluente del Tobol); dista da Kurgan 146 chilometri, in direzione nordovest.
Le origini della città datano dal XVII secolo, ai tempi dell'avanzata russa nella steppa siberiana. Risale all'anno 1662 la fondazione di un ostrog (fortino) chiamato Šadrinskij; nel 1712 l'insediamento venne ribattezzato Archangel'skij Šadrinskij, in seguito alla costruzione di una chiesa intitolata all'arcangelo Michele, tornando però successivamente (nel 1733) al vecchio nome. Nel 1781 Šadrinsk ottenne lo status di città, sviluppandosi nel secolo successivo come centro commerciale, culturale e industriale.